# Henri Falcón
Henri Falcón, né le 17 juin 1961, est un homme politique vénézuélien. Il est candidat à l'élection présidentielle vénézuélienne de 2018.

## Biographie
Né le 17 juin 1961 à Yaracuy, il est successivement militaire puis avocat.
Il fait connaissance avec Hugo Chávez au moment où il fait partie de l'armée.
Deux ans après l'élection de celui-ci à la présidence de la République, Falcón, devient député de l'Assemblée nationale constituante en 1999.
En 2000, il devient maire de Barquisimeto. Il y reste jusqu'en 2008, date à laquelle il est élu gouverneur de l'État de Lara. Il est cependant battu lors des élections régionales vénézuéliennes de 2017.
Il quitte le PSUV en 2010. Il a dirigé la campagne d'Henrique Capriles lors de l'élection présidentielle vénézuélienne de 2013.
Fondateur du petit parti d'opposition Avant-garde progressiste, il prend part aux élections législatives de 2020 (boycottées par la frange majoritaire de l'opposition), au sein de la coalition Alliance démocratique (droite). Il se montre à nouveau très critique envers la stratégie de boycott défendue par d'autres chefs de l’opposition, déclarant : « Ce sont les mêmes qui ont prôné l’abstention en 2005, en 2018, les mêmes qui ont donné la présidence à Nicolas Maduro. L’abstention est une voie qui ne mène nulle part. »

### Élection présidentielle de 2018

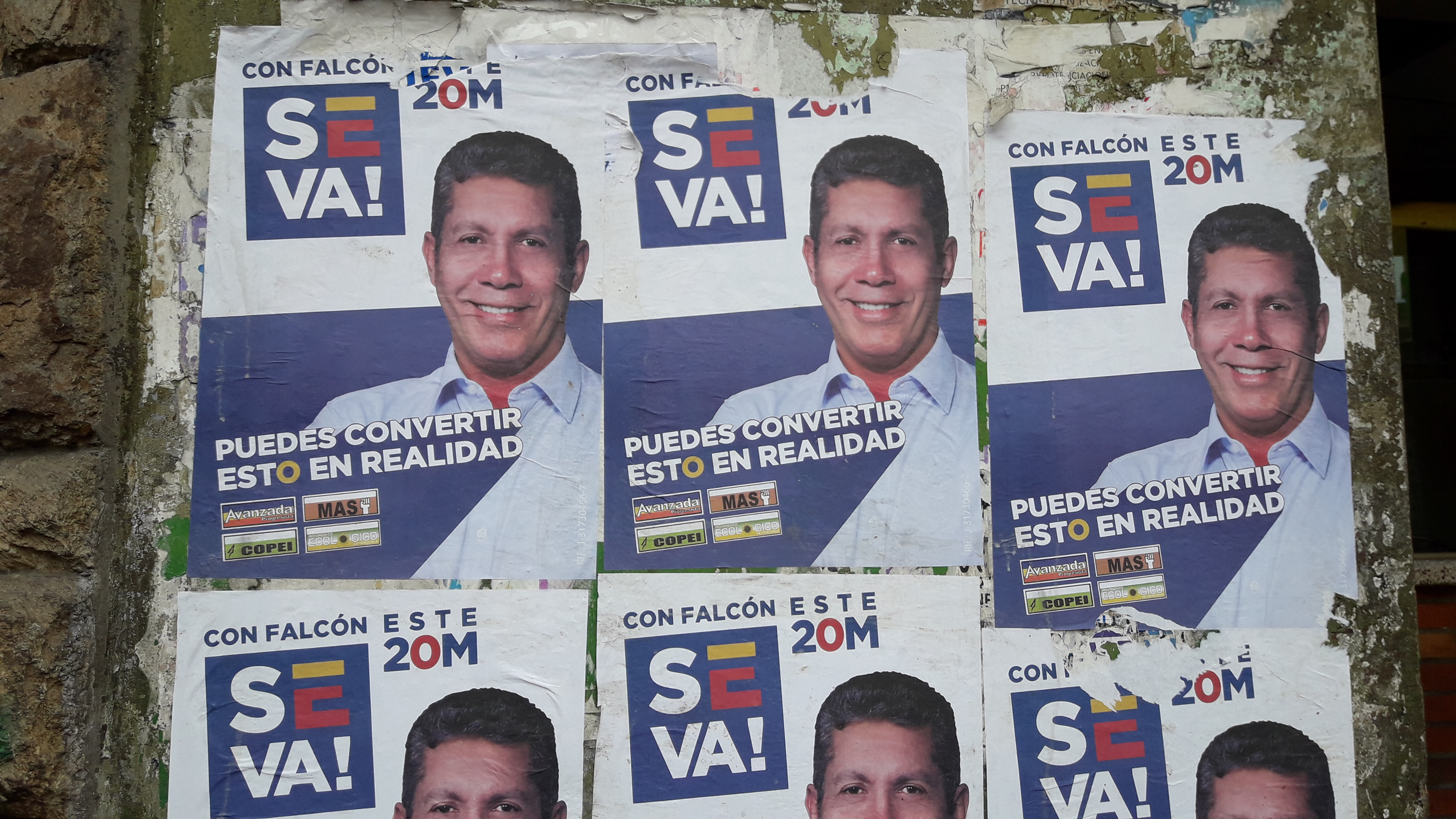
Affiches de campagne d'Henri Falcón.

Il est candidat à l'élection présidentielle vénézuélienne de 2018. Il est enregistré en tant que candidat COPEI. Pour Jean-Jacques Kourliandsky, chercheur à l'IRIS et spécialiste du sous-continent sud-américain, « La coalition de l’opposition est très composite et Henri Falcon a toujours manifesté une certaine indépendance. Il a un profil relativement médiatique. Les différentes familles du centre gauche pourraient se retrouver en lui. C’est possible qu’il fasse un résultat honorable ». Pour la politologue Francine Jacome, Falcón « pourra attirer quelques [suffrages] d'opposants, mais son impact sera minime ». Pour Andrés Cañizalez, expert en communication politique, « Sa manœuvre est risquée, il va essayer de former un centre politique distinct du chavisme et de l'opposition radicale en cherchant aussi le soutien des ni-ni. Cela peut échouer. Le gouvernement a certainement besoin d'Henri Falcon. ». Pour l'analyste Luis Salamanca, celui-ci « est sur le déclin. Il pourra obtenir un certain nombre de voix, mais il va perdre tout prestige : on va le voir comme un figurant permettant à Maduro de dire que c'est une élection avec des concurrents ».
Les membres de l'équipe de campagne d'Henri Falcón sont agressés par deux fois lors de la campagne électorale par des partisans des milices progouvernementales : le 24 mars, des membres de l'équipe de campagne du candidat sont agressés lors d'un meeting et le 3 avril, le député de l'opposition Teodoro Campos, chargé de la sécurité du candidat, est également agressé.
Dans son programme, il promet d'adopter le dollar américain. Pour le politologue Thomas Posado, ceci « pourrait avoir des conséquences lourdes à long terme, en termes de souveraineté nationale et en termes de pouvoir mener des politiques économiques propres s’il n’a plus le contrôle de sa monnaie ».
Sa campagne électorale, axée sur les difficultés économiques, n'a pas rassemblé beaucoup d'électeurs potentiels. Il est par ailleurs accusé d'être un candidat dont le but est de légitimer la réélection du président sortant. María Corina Machado, l'une des dirigeantes de la tendance radicale de l'opposition, qualifie sa candidature de « répugnante et indigne ».
Nicolás Maduro remporte 67,8 % des voix contre 21,0 % à son principal adversaire, Henri Falcón, qui rejette le processus électoral, dénonce des irrégularités et réclame l'organisation d'un nouveau scrutin. Le taux de participation est de 46,1 % selon les résultats officiels. Une source du CNE a pour sa part affirmé qu'à la clôture des bureaux de vote, le taux de participation était de 32,3 %. Dans les deux cas, il s'agit du plus faible taux de participation de l'histoire du pays pour une élection présidentielle.
Selon Alain Musset, directeur de recherches à l'École des hautes études en sciences sociales, Falcón, « qui n'a pas fait si mauvaise figure à la présidentielle est perçu doublement comme un traître. Par les chavistes, dont il fut jusqu'en 2008. Et par la Mud, car en se présentant, il a donné un vernis de légitimité à cette élection ».
Le 13 juin 2018, le Tribunal suprême de justice rejette son recours contre les résultats de l'élection.